# Bismuth (Steven Universe)
Bismuth é o vigésimo e vigésimo primeiro episódio da terceira temporada da série de animação americana Steven Universe; estreou em 4 de agosto de 2016 na Cartoon Network. Um episódio especial de duração dupla, foi anunciado como o 100º episódio da série.  Foi escrito e encenado (storyboard) por Lamar Abrams, Colin Howard, Jeff Liu e Katie Mitroff. O episódio foi visto por 2.153 milhões de telespectadores. 
No episódio, Steven acidentalmente descobre e solta uma Gem embolhada dentro da Dimensão do Leão, que é apresentada como Bismuto, uma das Crystal Gems originais de 5.300 anos atrás. Com a alegria de Pérola e Garnet, Steven finalmente descobre porque Bismuto foi mantida longe por todos esses milênios.

## Enredo
Na Dimensão do Leão - dentro de sua juba, Steven acidentalmente solta uma gem embolhada que foi guardada lá, e que se regenera em Bismuto. Steven a traz para fora da juba do Leão, e Garnet e Pearl a apresentam alegremente a Steven e Ametista como uma das Crystal Gems originais, pensada como quebrada durante a Guerra Gem. Bismuto fica desanimada ao saber que milhares de anos se passaram e elas são as últimas das Crystal Gems.
Bismuto leva as Crystal Gems para sua forja, onde ela costumava fazer armas para a Rebelião. Ela fala apaixonadamente sobre seu desejo de derrubar a "crosta superior" de Homeworld e permitir à todas as gems a liberdade de autodeterminação. Bismuto fornece melhorias às armas das Crystal Gems, e todas elas retornam ao templo para treinar. Steven, intimidado pela intensidade dos treinos, oferece para mostrar à Bismuto algumas tradições da Terra: badminton, jogos de cartas, fazer pizzas e assistir filmes.
Naquela noite, Bismuto relembra sobre Rose. Quando Steven diz que sente que nunca conseguirá viver de acordo com o legado de sua mãe, Bismuto diz que ele pode ser alguém ainda melhor - ele mesmo. Ela se oferece para dar a Steven uma nova arma.
De volta à forja, Bismuto mostra a Steven sua obra-prima: o Ponto de Ruptura. Enquanto a espada de Rose pode comprometer a forma física de uma Gem sem danificar a própria gem, o Ponto de Ruptura é capaz de estilhaçar uma gem em um ataque, matando-os permanentemente. Steven rejeita a arma, dizendo que seu uso faria com que as Crystal Gems não fossem melhores que o Homeworld. Bismuto diz que foi o que Rose disse quando a mostrou pela primeira vez, e conclui que Steven é apenas Rose disfarçada. Eles brigam, enquanto o Bismuto acusa "Rose" de hipocrisia e não valoriza a vida de seus seguidores.
No final da luta, em desespero, Bismuto aponta o Ponto de Ruptura em sua própria gem e ousa Steven puxar o gatilho. Quando ele se recusa, ela vira para apontar para ele, forçando Steven a passar com a espada de Rose. Steven promete a Bismuto que, ao contrário de Rose, ele dirá aos outros o que aconteceu; suas últimas palavras são "Então você é realmente melhor que ela". Steven destrói o Ponto de Ruptura. De volta ao templo, Steven e as outras Crystal Gems tristemente colocam a gem de Bismuto, embolhada novamente no porão.

## Elenco
- Zach Callison como Steven Universo
- Uzo Aduba como Bismuto
- Deedee Magno Hall como Pérola
- Estelle como Garnet
- Michaela Dietz como Ametista
- Dee Bradley Baker como Leão

## Transmissão e Recepção
"Bismuth" estreou em 4 de agosto de 2016 no Cartoon Network. Sua transmissão inicial americana foi vista por aproximadamente 2.153 milhões de telespectadores. Ele recebeu uma classificação doméstica de Nielsen de 0,56, o que significa que foi visto por 0,56% de todas as residências, tornando-se a maior audiência da noite.  Este foi o décimo quinto episódio do evento "Summer of Steven", onde um novo episódio foi ao ar todos os dias da semana durante quatro semanas.
Este episódio recebeu muitos elogios, particularmente em relação ao desempenho de Aduba como Bismuto. Eric Thurm da A.V. Club elogiou o episódio, dando-lhe um A. Thurm sentiu que havia momentos de grande personagem no episódio e que o comprimento duplo ajudou o público a se unir com Bismuto. Além disso, Thurm sentiu que o episódio foi "a abertura de uma comporta" nas experiências da Guerra Gem.  Vrai Kaiser, do The Mary Sue, deu particular ênfase ao retrato do episódio da turbulência ética da guerra e sua inevitabilidade como "um meio de Steven finalmente ter que traçar uma linha no que ele acredita que não é uma vitória categórica". 